# Llista de monuments de Viladamat
Llista de monuments de Viladamat inclosos en l'Inventari del Patrimoni Arquitectònic de Catalunya per al municipi de Viladamat (Alt Empordà). Inclou els inscrits en el Registre de Béns Culturals d'Interès Nacional (BCIN) amb la classificació de monuments històrics i els Béns Culturals d'Interès Local (BCIL) de caràcter arquitectònic.
| Monument                                             | Protecció    | Estil/època                         | Localització                                                                     | Coordenades                                          | Codi?         | Imatge |
| ---------------------------------------------------- | ------------ | ----------------------------------- | -------------------------------------------------------------------------------- | ---------------------------------------------------- | ------------- | --- |
| Castell de Sant Feliu de la Garriga                  | BCIN 1754-MH | Obra popular XVII                   | Viladamat Al sud-oest del nucli urbà                                             | 42° 07′ 10″ N, 3° 03′ 13″ E / 42.11933°N,3.053487°E  | RI-51-0006167 | Castell de Sant Feliu de la Garriga (Viladamat) · Vegeu més fotos d'aquest monument · Carregueu una nova foto d'aquest monument             |
| Portal i restes de mur                               | BCIN 1755-MH | Obra popular XIV-XV                 | Viladamat Dins del nucli urbà, a llevant de l'església parroquial de Sant Quirze | 42° 08′ 00″ N, 3° 04′ 32″ E / 42.133384°N,3.075486°E | RI-51-0006168 | Portal i restes de mur (Viladamat) · Vegeu més fotos d'aquest monument · Carregueu una nova foto d'aquest monument                          |
| Viladamat                                            |              | Obra popular Medieval, XVI-XVII     | Viladamat Nucli de Viladamat                                                     | 42° 07′ 57″ N, 3° 04′ 31″ E / 42.132628°N,3.075148°E | IPA-20410     | Nucli de Viladamat · Vegeu més fotos d'aquest monument · Carregueu una nova foto d'aquest monument                                          |
| Església de Sant Quirze                              | BCIL 2017    | Obra popular, gòtic tardà XVII      | Viladamat Pl. de l'Església                                                      | 42° 08′ 00″ N, 3° 04′ 31″ E / 42.133353°N,3.075306°E | IPA-20411     | Església de Sant Quirze (Viladamat) · Vegeu més fotos d'aquest monument · Carregueu una nova foto d'aquest monument                         |
| Can Ponç, Can Briolf, Can Feliu                      | BCIL 2017    | Renaixement, obra popular XVII, XVI | Viladamat C. de la Creu, 2                                                       | 42° 07′ 57″ N, 3° 04′ 32″ E / 42.132390°N,3.075462°E | IPA-20412     | Can Ponç (Viladamat) · Vegeu més fotos d'aquest monument · Carregueu una nova foto d'aquest monument                                        |
| Mas Escot, Can Brava                                 | BCIL 2017    | Renaixement, obra popular XVII, XVI | Viladamat Pl. Catalunya, 5                                                       | 42° 07′ 56″ N, 3° 04′ 34″ E / 42.132308°N,3.076055°E | IPA-20413     | Mas Escot (Viladamat) · Vegeu més fotos d'aquest monument · Carregueu una nova foto d'aquest monument                                       |
| Mas Trobat, Can Carreres                             | BCIL 2017    | Obra popular XVI                    | Viladamat C. Major, 6                                                            | 42° 07′ 58″ N, 3° 04′ 31″ E / 42.132849°N,3.075336°E | IPA-20414     | Mas Trobat (Viladamat) · Vegeu més fotos d'aquest monument · Carregueu una nova foto d'aquest monument                                      |
| Mas Falgós, Can Masarac                              | BCIL 2017    | Gòtic tardà, obra popular XV        | Viladamat C. de la Creu, 11                                                      | 42° 07′ 56″ N, 3° 04′ 29″ E / 42.132327°N,3.074615°E | IPA-20415     | Mas Falgós (Viladamat) · Vegeu més fotos d'aquest monument · Carregueu una nova foto d'aquest monument                                      |
| Palau Borrell                                        | BCIL 2017    | Obra popular Medieval, XVII-XVIII   | Viladamat Nucli de Palau Borrell                                                 | 42° 07′ 55″ N, 3° 02′ 40″ E / 42.131987°N,3.044323°E | IPA-20416     | Carregueu una nova foto d'aquest monument                                                                                                   |
| Església de Santa Eulàlia                            | BCIL 2017    | Preromànic VIII                     | Viladamat Palau Borrell                                                          | 42° 07′ 56″ N, 3° 02′ 40″ E / 42.132086°N,3.044384°E | IPA-20417     | Església de Santa Eulàlia (Viladamat) · Vegeu més fotos d'aquest monument · Carregueu una nova foto d'aquest monument                       |
| Mas del Batlle                                       | BCIL 2017    | Obra popular XVII, XV               | Viladamat Nucli de Palau Borrell, adossat a l'església de Santa Eulàlia          | 42° 07′ 56″ N, 3° 02′ 40″ E / 42.132149°N,3.044535°E | IPA-20418     | Mas del Batlle (Viladamat) · Vegeu més fotos d'aquest monument · Carregueu una nova foto d'aquest monument                                  |
| Església parroquial de Sant Feliu de la Garriga      | BCIL 2017    | Romànic XII, XIII                   | Viladamat Al sud-oest del nucli urbà                                             | 42° 07′ 09″ N, 3° 03′ 12″ E / 42.119140°N,3.053320°E | IPA-20420     | Església parroquial de Sant Feliu de la Garriga (Viladamat) · Vegeu més fotos d'aquest monument · Carregueu una nova foto d'aquest monument |
| Mas Briolf                                           | BCIL 2017    | Obra popular XVII                   | Viladamat Nucli de Palau Borrell                                                 | 42° 07′ 55″ N, 3° 02′ 38″ E / 42.132023°N,3.044020°E | IPA-38782     | Mas Briolf (Viladamat) · Vegeu més fotos d'aquest monument · Carregueu una nova foto d'aquest monument                                      |
| Can Tomàs Verdolet, Can Tomàs Bardolet, Mas Verdalet | BCIL 2017    | Obra popular XVI                    | Viladamat Nucli de Palau Borrell                                                 | 42° 07′ 56″ N, 3° 02′ 38″ E / 42.132298°N,3.043803°E | IPA-38783     | Can Tomàs Verdolet (Viladamat) · Vegeu més fotos d'aquest monument · Carregueu una nova foto d'aquest monument                              |
| Can Poch                                             | BCIL 2017    | Obra popular XVI                    | Viladamat C. de la Creu, 6                                                       | 42° 07′ 57″ N, 3° 04′ 30″ E / 42.132403°N,3.074881°E | IPA-38784     | Can Poch (Viladamat) · Vegeu més fotos d'aquest monument · Carregueu una nova foto d'aquest monument                                        |
| Casa a la plaça Catalunya, 6                         | BCIL 2017    | Obra popular XVIII                  | Viladamat Pl. Catalunya, 6                                                       | 42° 07′ 56″ N, 3° 04′ 33″ E / 42.132182°N,3.075807°E | IPA-38785     | Casa a la plaça Catalunya, 6 (Viladamat) · Vegeu més fotos d'aquest monument · Carregueu una nova foto d'aquest monument                    |
| Mas Diana                                            | BCIL 2017    | Obra popular XVII, XIX              | Viladamat C. del Mar, 10                                                         | 42° 07′ 59″ N, 3° 04′ 34″ E / 42.133042°N,3.076062°E | IPA-38786     | Mas Diana (Viladamat) · Vegeu més fotos d'aquest monument · Carregueu una nova foto d'aquest monument                                       |
| Casa al carrer de les Cases Noves 6, Can Carreres    | BCIL 2017    | Obra popular XIX Final              | Viladamat C. de les Cases Noves, 6                                               | 42° 08′ 02″ N, 3° 04′ 19″ E / 42.133779°N,3.072046°E | IPA-38787     | Can Carreres (Viladamat) · Vegeu més fotos d'aquest monument · Carregueu una nova foto d'aquest monument                                    |
| Can Ruensa                                           | BCIL 2017    | Obra popular XVIII                  | Viladamat C. de l'Església, 7                                                    | 42° 08′ 00″ N, 3° 04′ 29″ E / 42.133268°N,3.074780°E | IPA-38788     | Can Ruensa (Viladamat) · Vegeu més fotos d'aquest monument · Carregueu una nova foto d'aquest monument                                      |
| Casa Ylla, Can Bonany                                | BCIL 2017    | Noucentisme XX Inici                | Viladamat Pl. de l'Església, 1                                                   | 42° 08′ 02″ N, 3° 04′ 29″ E / 42.133890°N,3.074732°E | IPA-38857     | Casa Ylla (Viladamat) · Vegeu més fotos d'aquest monument · Carregueu una nova foto d'aquest monument                                       |
| Sala de Ball, la Societat, Can Catoi                 | BCIL 2017    | Modernisme XX Inici                 | Viladamat C. Nou, 10                                                             | 42° 07′ 57″ N, 3° 04′ 28″ E / 42.132525°N,3.074307°E | IPA-38858     | Sala de Ball (Viladamat) · Vegeu més fotos d'aquest monument · Carregueu una nova foto d'aquest monument                                    |
| Casa al carrer Cinc Claus 4, Cal Burro               | BCIL 2017    | Obra popular XVII-XVIII             | Viladamat C. Cinc Claus, 4-4bis                                                  | 42° 07′ 57″ N, 3° 04′ 35″ E / 42.132443°N,3.076279°E | IPA-38859     | Cal Burro (Viladamat) · Vegeu més fotos d'aquest monument · Carregueu una nova foto d'aquest monument                                       |
| Cal Carter                                           | BCIL 2017    | Obra popular XVI                    | Viladamat C. Cinc Claus, 1-3                                                     | 42° 07′ 57″ N, 3° 04′ 33″ E / 42.132475°N,3.075940°E | IPA-38860     | Cal Carter (Viladamat) · Vegeu més fotos d'aquest monument · Carregueu una nova foto d'aquest monument                                      |
| Cementiri                                            | BCIL 2017    | Obra popular XX Inici               | Viladamat C. del Cementiri                                                       | 42° 08′ 17″ N, 3° 04′ 27″ E / 42.138105°N,3.074077°E | IPA-38861     | Cementiri (Viladamat) · Vegeu més fotos d'aquest monument · Carregueu una nova foto d'aquest monument                                       |
| Casa al carrer Albons 1, Can Maspoc                  | BCIL 2017    | Obra popular XX Mitjan              | Viladamat C. Albons, 1                                                           | 42° 07′ 56″ N, 3° 04′ 35″ E / 42.132101°N,3.076400°E | IPA-38866     | Can Maspoc (Viladamat) · Vegeu més fotos d'aquest monument · Carregueu una nova foto d'aquest monument                                      |
| Antic Ajuntament                                     | BCIL 2017    | Obra popular XX Inici               | Viladamat Pl. Catalunya, 2                                                       | 42° 07′ 57″ N, 3° 04′ 33″ E / 42.132376°N,3.075753°E | IPA-39711     | Antic Ajuntament (Viladamat) · Vegeu més fotos d'aquest monument · Carregueu una nova foto d'aquest monument                                |
| Forn de calç de Palau Borrell                        | BCIL 2017    | Obra popular XVII                   | Viladamat Paratge de la Marrauxa                                                 | 42° 07′ 48″ N, 3° 02′ 33″ E / 42.129939°N,3.042434°E | IPA-39712     | Carregueu una nova foto d'aquest monument                                                                                                   |
| Pou de glaç de Palau Borrell                         |              | Obra popular Medieval, XVIII        | Viladamat Paratge de la Marrauxa                                                 | 42° 07′ 50″ N, 3° 02′ 42″ E / 42.130582°N,3.045090°E | IPA-39713     | Carregueu una nova foto d'aquest monument                                                                                                   |
| Restes del forn de calç de Sant Feliu de la Garriga  |              | Obra popular XVII                   | Viladamat Veïnat de Sant Feliu de la Garriga                                     | 42° 07′ 18″ N, 3° 03′ 27″ E / 42.121759°N,3.057563°E | IPA-39714     | Carregueu una nova foto d'aquest monument                                                                                                   |
| Pont de la Font de Palau Borrell                     |              | Obra popular XVIII-XX               | Viladamat Al sud-oest del veïnat de Palau Borrell                                | 42° 07′ 41″ N, 3° 02′ 27″ E / 42.12804°N,3.04095°E   | IPA-47844     | Carregueu una nova foto d'aquest monument                                                                                                   |